# Maria Michałowska
Maria Michałowska, z d. Szerska (ur. 31 maja 1925 w Brzeżanach, zm. 1 września 2018 we Wrocławiu) – polska artystka, profesor na Wydziale Architektury Politechniki Wrocławskiej, jedna z pionierek konceptualizmu w Polsce.
W swojej twórczości zajmowała się malarstwem, rysunkiem, fotografią, sztuką akcji i sztuką konceptualną, tworzyła obiekty przestrzenne i instalacje. Jej prace należą do nurtu abstrakcji geometrycznej i minimal-artu. Autorka tekstów o sztuce.

## Życie osobiste
Starsza córka Marii Szerskiej (z d. Argasińskiej) i Stanisława Szerskiego, porucznika ze stacjonującego we Lwowie 51. Pułku Piechoty (później majora Wojska Polskiego). W 1929 r. rodzina Szerskich przeniosła się do Warszawy. W 1944 r. wraz z młodszą siostrą Izabellą (później Szerską-Sternińską, również artystką), znalazły się w obozie w Pruszkowie, skąd jednak udało im się wydostać. Nie mogły jednak wrócić do mieszkania na Żoliborzu, więc w 1945 r. Maria przeprowadziła się do Krakowa, gdzie zamieszkała u wuja, Tadeusza Argasińskiego, który był bliskim przyjacielem Eugeniusza Kwiatkowskiego.
W 1948 r. przeniosła się do Wrocławia, gdzie zamieszkiwała już przesiedlona część jej rodziny – mama Maria Szerska, siostra Iza i ciotki – Stanisława Argasińska (pozostała niezamężna) oraz Henryka Dembińska z córką Hanią.
W 1953 r. wyszła za mąż za Borysa Michałowskiego, współtwórcę Wydziału Rzeźby w Państwowej Wyższej Szkole Sztuk Plastycznych we Wrocławiu. Jak sama wspominała, „bycie żoną profesora” stanowiło dla niej duże obciążenie, zarówno w relacjach z koleżankami i kolegami czy kadrą z PWSSP, jak i w kwestii kształtowania artystycznej niezależności. W latach 1960–1964 Michałowski pracował nad Pomnikiem Pomordowanych Profesorów Lwowskich, a żona mu asystowała, ale ich ścieżki artystyczne się rozchodziły, a małżeństwo rozpadało – Maria „została porwana przez nurt awangardy”. Później jej wieloletnim partnerem intelektualnym i życiowym został artysta awangardowy Zdzisław Jurkiewicz, z którym artystka nawiązała relację ok. 1963 r. podczas wspólnej pracy dydaktycznej na PWr. „Borys był mentorem – wskazywał drogę, Zdzich – partnerem w twórczym działaniu”, jak podsumowała w monografii artystki Elżbieta Kościelak. Formalny rozwód Michałowscy uzyskali w 1990 r.
Od 2000 r. mieszkała na wrocławskim Biskupinie.
Śpiewaczka operowa Stanisława Argasińska-Choynowska była jej siostrą prastryjeczną – dziadek śpiewaczki Włodzimierz Jan Argasiński oraz Jan Paweł Argasiński, dziadek Marii Michałowskiej, byli braćmi.

## Wykształcenie
Ukończyła liceum humanistyczne Aleksandry Piłsudskiej w Warszawie, w 1944 r. zdała maturę na tajnych kompletach. W latach 1945–1947 studiowała filologię angielską na Wydziale Humanistycznym Uniwersytetu Jagiellońskiego w Krakowie. W latach 1951–1957 studiowała w Państwowej Wyższej Szkole Sztuk Plastycznych we Wrocławiu, gdzie uzyskała dyplom z wyróżnieniem w pracowni prof. Eugeniusza Gepperta i prof. Stanisława Pękalskiego, będąc jedną z pierwszych absolwentek tej uczelni.

## Praca zawodowa
W latach 1958–1995 pracowała jako wykładowca na Wydziale Architektury Politechniki Wrocławskiej, zatrudniona w Katedrze Rysunku, Malarstwa i Rzeźby (najpierw jako asystentka, w latach 1968–1982 jako adiunkt, 1982–1991 docent, a od 1991 profesor nadzwyczajny). Pracę doktorską obroniła w 1982 r.
W latach 1975–1985 była rzeczoznawczynią Ministra Kultury i Sztuki do wyceny dzieł sztuki współczesnej.
Od 1958 r. była członkinią ZPAP.
Jej pracownia znajdowała się we Wrocławiu przy ul. Widok 5.

## Twórczość
Brała aktywny udział w kształtowaniu powojennego środowiska artystycznego we Wrocławiu. W okresie studiów malowała obrazy o „charakterze metaforyczno-lirycznym”, które zdradzały „wyraźny wpływ koloryzmu i szkoły Gepperta”. Od połowy lat 60. malowała bardziej syntetyczne i ekspresyjnie, m.in. zgeometryzowane pejzaże (Tematy śląskie, Pejzaż zielony, Pejzaż metaforyczny) czy serie Formy znikające i Formy zatrzymane.

W latach 1965–1976 współtworzyła Grupę Wrocławską (od 1967 r. pełniła funkcję sekretarza), której mentorami byli Eugeniusz Geppert i Hanna Krzetuska-Geppert, a członkami byli m.in. Alfons Mazurkiewicz, Kazimierz Głaz, Józef Hałas, Jerzy Rosołowicz, Konrad Jarodzki, Anna Szpakowska-Kujawska, Wanda Gołkowska, Jan Chwałczyk, Janina Żemojtel, Andrzej Will czy Zdzisław Jurkiewicz. Jak podkreśla Elżbieta Kościelak, „Do spektakularnych sukcesów Michałowskiej w środowisku skupionym w Grupie Wrocławskiej należała prezentacja tryptyku X.Y.Z. na wystawie Grupy w 1968 roku w Krakowie”. I jak stwierdza dalej:
W okresie 1967–1970 artystka odchodzi od form organicznych, których redukcja zostaje zastąpiona rytmicznymi linearnymi podziałami budującymi wrażenie ruchu i przestrzeni rozumianej nie tylko jako iluzja, ale też konkretna jakość zamknięta w obrazie. [...] Jest to próba przekroczenia paradygmatu artystycznego malarstwa, wyjścia poza obraz – bez jego unicestwienia.
Głównym elementem konstrukcyjnym prac tego okresu stała się więc linia, a sama artystka – pracująca już wówczas od dekady na Wydziale Architektury PWr – nazywała swoje szkice „projektami obrazów”. Pod koniec lat 60. XX w. zrealizowała cykl iluzjonistycznych prac pt. Reliefy płaskie, wykorzystując prosty, linearny rysunek.
Od początku lat 70. posługiwała się nowymi środkami wyrazu, jak fotografia, sztuka konceptualna, instalacja czy sztuka akcji, które umożliwiały jej rejestrację obserwowanych w życiu codziennym fenomenów czasu i przestrzeni. Wzięła udział w Sympozjum Plastycznym Wrocław '70, gdzie zaproponowała niezrealizowaną pracę – „projekt małej architektury w przestrzeni publicznej, na który miało złożyć się 107 cylindrycznych betonowych form, wydrążonych w środku i ściętych skośnie przy wierzchołku pod kątem 30 stopni. Formy te, rozstawione w różnych układach i wkopane w podłoże na różnych wysokościach, miały być częściowo wypełnione roślinnością”. W tym samym roku wzięła udział w przełomowej wystawie SP – Sztuka Pojęciowa w Galerii pod Moną Lisą we Wrocławiu.

### AkcjaJeden tydzień, Osieki, 1970
W pracy Jeden tydzień, zrealizowanej podczas VIII Pleneru Osieckiego, „w ciągu tygodnia, codziennie o tej samej godzinie, utrwalała za pomocą fotografii sytuację w dwóch różnych miejscach – jedną codziennie stałą, drugą zmieniającą się w czasie”. Praca była instrukcją, według której w dwóch miejscach na terenie pleneru – ciągle na tym samym filarze na tarasie oraz na dowolnie wybranych miejscach z porządku codzienności: drzewach, płotach, w lesie, na łące czy na wodzie – każdego dnia rozmieszczane były plakaty przypominające powiększone kartki z kalendarza. Obie sytuacje były dokumentowane fotograficznie, wraz z kontekstem – plenerem i jego uczestnikami. Dokumentacji towarzyszył napisany po polsku i angielsku odautorski komentarz teoretyczny. Wskazuje się na powiązanie tej realizacji z ideą sztuki permanentnej, sformułowanej przez Andrzeja Lachowicza i Natalię LL i praktykowanej przez artystów z kręgu Permafo, jednak monografistka Michałowskiej podważa tę tezę, wskazując na genetyczną niezależność ich poszukiwań.

### AkcjaSześć godzin – rysunek Słońcem, 1971
W działaniu tym artystka przedstawiła upływ czasu przy pomocy narzędzia przypominającego zegar słoneczny – przez sześć godzin zaznaczała rysunkiem na pofalowanej tekturze „ślad cienia rzucanego przez naciągnięty wzdłuż papierowej formy sznurek”. Oparty o ścianę pas tektury tworzył bryłę, na której fizycznie zaznaczany był upływ czasu (ruch słońca i przesuwający się cień), a kolejne etapy działania rejestrowane były fotograficznie i opatrywane adnotacją o upływie czasu zegarowego (kolejno godziny: 12:00, 13:30, 14:30, 15:45, 16:15, 16:30 i 18:00).

### AkcjaJeden tydzień w Galerii Demarco, Edynburg, 1972
W ramach Festiwalu Sztuki Polskiej w Edynburgu w 1972 r. artystka powtórzyła osiecką akcję w galerii Richarda Demarco. Jednak zmiana kontekstu z plenerowego na miejski i instytucjonalny wymusiła też zmianę scenariusza działania i jego zbliżenie do happeningu. Każdego dnia między 20 a 26 sierpnia artystka zdejmowała ze ściany galerii jeden z plakatów, pod którymi umieszczone były takie jak wcześniej powiększone karty kalendarza. Godziny pracy galerii w tym czasie zostały przez artystkę podzielone na sześć równych odcinków i w związku z tym odbywało się codziennie o godzinę i 50 minut później. Na kartach publiczność mogła umieszczać adnotacje dotyczące danego dnia. Wszystkie sytuacje były dokumentowane fotograficznie: moment odsłonięcia plakatu, wpisanie godziny na karcie z kalendarza oraz dwie wybrane sytuacje interakcji z udziałem artystki i publiczności.

Artystka była ściśle związana z wrocławskim kręgiem artystów inspirowanych przez teoretyka sztuki Jerzego Ludwińskiego, m.in. ze Jurkiewiczem, Wandą Gołkowską, Janem Chwałczykiem, Jerzym Rosołowiczem, a także neoawangardowymi artystami spoza Wrocławia m.in. Antonim Matuszewskim, Ludmiłą Popiel czy Jerzym Fedorowiczem oraz Richardem Demarco. Jak sama wspominała:
...to nie idee i hasła konceptualne mnie w końcu zafascynowały – niektóre z nich były dla mnie zbyt skrajne i rygorystyczne. Najbardziej przyciągającym i fascynującym elementem tego kręgu sztuki byli sami twórcy i teoretycy – znane wybitne osobowości [...] i ta niepowtarzalna atmosfera żarliwych dyskusji i artystycznych sporów, którą wspólnie tworzyli. Żyło się wówczas bardzo intensywnie sztuką i dla sztuki.
Przez cały czas malarstwo pozostawało w kręgu jej zainteresowań, czego wyrazem jest zrealizowany w 1972 r. konceptualny tryptyk ART, w którym samo w sobie dzieło sztuki rezonuje z pojęciem sztuki, anglojęzycznym słowem „art” i jego typograficzno-malarską reprezentacją na płótnie, wykonaną za pomocą dwóch kolorów: czerwonego i niebieskiego. Intelektualno-malarskie zadanie „namalowania sztuki” poszerzone jest o fotograficzny zapis procesu.
W drugiej połowie lat 70. artystka zajęła się ponownie głównie malarstwem, uprawiając przede wszystkim zgrafizowaną abstrakcję geometryczną (np. cykl Interferencje). Kontynuowała też praktykę fotograficzną (cykl Łąka), umożliwiającą jej studiowanie interesujących ją zagadnień czasoprzestrzennych. W latach 80. i 90. kontynuowała poszukiwania malarskie, zwłaszcza w obszarze struktury, dla których pretekstem był język geometrii. W latach 90. zapoczątkowała cykl Kwadraty, w których geometryczna abstrakcja łączy się z „postmodernistyczną wizją sztuki i panestetyzmem epoki globalizacji”. Wśród późnych realizacji artystki E. Kościelak wyróżnia tryptyk W przestrzeni kwadratu z 1991 r. – przedstawiający znak „X” i stanowiący symboliczne pożegnanie z malarstwem. „Autoteliczny gest malarski wyraża kwintesencję wieloletnich poszukiwań artystki w obrębie znaczenia przestrzeni i wizualnego znaku w sztuce” – podsumowuje Piotr Stasiowski.
Szczególne miejsce w twórczości Michałowskiej zajmował rysunek, za pomocą którego artystka m.in. projektowała swoje obrazy, stosując multiplikację obrysów kształtów dłoni czy profilu twarzy – „linearne dokumentacje śladów rzeczywistości” prowokujące skojarzenia z op-artem (cykle Ślady, Multiplikacje). Kolejnym ważnym dla artystki medium była fotografia, której walor dokumentacyjny wykorzystywany był przez Michałowską jako integralna część procesu artystycznego (akcje Jeden tydzień czy Sześć godzin – rysunek Słońcem, tryptyk ART).
Brała udział w krajowych i zagranicznych plenerach i sympozjach, m.in. w Plenerach Osieckich (1967, 1970) i w organizowanych przez Bożenę Kowalską Plenerach dla Artystów Posługujących się Językiem Geometrii (w latach 1984–1997).
W 1970 r. podróżowała do Szwecji i Norwegii, w 1976 r. towarzyszyła Zdzisławowi Jurkiewiczowi w podróży do Nowego Jorku (w związku z jego stypendium Fundacji Kościuszkowskiej). W 1981 r. odbyła podróż do RFN, Holandii i Belgii. W roku 2000 odwiedziła Francję z Wandą Gołkowską.
Po 2000 r., m.in. w związku ze zmianą lokalizacji pracowni, stała się mniej aktywna artystycznie. Jednak dzięki współpracy z Elżbietą Kościelak i jej współpracy kuratorskiej (m.in. monograficznej wystawie we wrocławskiej Galerii Kościelak w 2006 r.) prace artystki, szczególnie te z konceptualnego okresu jej twórczości, zyskały na popularności.

## Wybrane dzieła

### Malarstwo
- cykl Infantki, 1964
- cykl Formy znikające, 1964
- cykl Formy zatrzymane
- cykl Pejzaże śląskie, 1966-1967
- cykl Kompozycje muzyczne, 1966-1968
- tryptyk X.Y.Z., 1968
- cykl Horyzonty, 1969-1970
- cykl Reliefy płaskie
- cykl Reliefy przestrzenne, 1969
- Obiekt czerwony, 1970[34]
- tryptyk ART, 1972[27]
- cykl Sekwencje, 1974
- cykl Interferencje, 1977-1978
- obraz Strefa błękitu, 1988[35]
- Obraz dla Henryka Stażewskiego, 1990
- cykl Kwadraty, 1991–1998, w tym tryptyk W przestrzeni kwadratu z 1991 r.[28]

### Akcje
- akcja Jeden tydzień / Osieki '70, 1970
- akcja Sześć godzin – rysunek Słońcem, 1971
- akcja Jeden tydzień w Galerii Demarco, 1972 (zob. cykl 7 kartek z kalendarza,1972[36])

### Rysunek, kolaż
- cykl Ślady, 1971–1972[37][38]
- cykl Przekształcenia, 1973
- cykl Dokumenty i kopie, 1972–1973
- cykl Multiplikacje, 1971–1974[39]
- cykl Morfologia pejzażu, 1977–1978

### Fotografia
- cykl Ślady w czasie,1971
- cykl Autoportrety, 1972-1975
- cykl Łąka, 1975
- cykl Obecność, 1975
- Topografia pejzażu, 1975
- cykl Okna Manhattanu, 1976

## Wybrane wystawy indywidualne
- 1967 – Malarstwo, Galeria El, Elbląg
- 1967 – Malarstwo, BWA Wrocław
- 1973 – Malarstwo, rysunek, fotografia, Galeria Współczesna, Warszawa
- 1974 – Czas, Mała Galeria, Muzeum Narodowe we Wrocławiu
- 1978 – Malarstwo, rysunek, fotografia, BWA Wrocław
- 1981 – Malarstwo, rysunek, fotografia, Galeria '72, Chełm
- 1982 – Malarstwo, rysunek, fotografia, PWSSP Poznań (w związku z otwarciem przewodu kwalifikacyjnego na stanowisko docenta w PWr)
- 2006 – Rytmy czasu, rytmy przestrzeni, wystawa monograficzna prac z lat 1965–1996, Forum + Autorska Galeria Elżbiety Kościelak, CK Zamek, Wrocław
- 2006 – ART, malarstwo, fotografia rysunek, Galeria Kościelak, Wrocław[40]

## Wybrane wystawy zbiorowe
- 1961 – II Wystawa Plastyki Ziem Nadodrzańskich, Wrocław
- 1963 – III Wystawa Plastyki Ziem Nadodrzańskich, Wrocław
- 1966 – IV Wystawa Malarstwa Ziem Nadodrzańskich, Wrocław
- 1966 – III Festiwal Polskiego Malarstwa Współczesnego, Szczecin
- 1967 – V Plener Koszaliński, Międzynarodowe Spotkanie Twórców i Teoretyków Sztuki Świdwin-Osieki
- 1968 – IV Festiwal Polskiego Malarstwa Współczesnego, Szczecin
- 1968 – Sztuka Efektów i Systemów, Galeria Od Nowa Andrzeja Matuszewskiego, Poznań
- 1970 – Sympozjum Plastyczne Wrocław ’70
- 1970 – VIII Spotkania Artystów i Teoretyków Sztuki, Osieki
- 1970 – SP – Sztuka Pojęciowa, Galeria pod Moną Lisą, Wrocław
- 1971 – III Triennale Rysunku, Muzeum Architektury, Wrocław
- 1971 – V Wystawa Złotego Grona, Zielona Góra
- 1972 – Atelier 72, Richard Demarco Gallery, Edynburg[41]
- 1972 – Nowa sytuacja, Galeria Permafo, Wrocław
- 1972 – New situation, Chicago
- 1972 – Współczesna sztuka Wschodniej Europy, Kolonia
- 1972 – wystawa Grupy Wrocławskiej, Muzeum Architektury, Wrocław
- 1973 – The Fluxmobile, Kalifornia
- 1973 – Fluxus West, San Diego
- 1974 – Multimedia, São Paulo
- 1974 – Actual Art Wrocław '74, Ystad, Szwecja
- 1974 – IV Triennale Rysunku, Muzeum Architektury, Wrocław
- 1975 – Wrocław XXX, Zachęta, Warszawa
- 1978 – Systemy, Galeria Na Jatkach, Wrocław
- 1978 – Współczesna plastyka Wrocławia, Muzeum Narodowe we Wrocławiu
- 1980 – Awangarda Wrocławia 1965-1975, Galeria Jatki, Salon Sztuki Najnowszej, Wrocław
- 1980 – Polska sztuka współczesna, Muzeum Narodowe we Wrocławiu
- 1981 – Nowe zjawiska w sztuce polskiej w latach '70, BWA, Sopot
- 1984 – II Plener dla Artystów Posługujących się Językiem Geometrii „Geometria wobec emocji”, BWA, Białowieża
- 1984 – Język Geometrii, Zachęta, Warszawa
- 1985 – Polska współczesna fotografia artystyczna, Muzeum Narodowe we Wrocławiu
- 1985 – Sztuka wrocławska 1945-1985, Muzeum Narodowe we Wrocławiu
- 1985, 1987–1995, 1997 – Międzynarodowy Plener dla Artystów Posługujących się Językiem Geometrii, Muzeum Okręgowe w Chełmie, Okuninka
- 1989 – Hommage à Henryk Stażewski, Galeria Rekwizytornia, Wrocław
- 1990 – Hommage à Henryk Stażewski, Zoetermeer, Holandia
- 1991 – Reducta, Centrum Sztuki Współczesnej Zamek Ujazdowski, Warszawa
- 1991 – Hommage à Henryk Stażewski, Concept/Form, Ateny, Grecja
- 1993 – Hommage à Henryk Stażewski, Concept/Form, Chicago, USA
- 1997 – Artyści Wrocławia, Muzeum Narodowe we Wrocławiu
- 1999 – Refleksja konceptualna w sztuce polskiej. Doświadczenia dyskursu: 1965-1975, Centrum Sztuki Współczesnej Zamek Ujazdowski, Warszawa
- 2004 – Wrocławskie impresje, Muzeum Narodowe we Wrocławiu
- 2006 – Wieżowce Wrocławia. Wystawa dorobku twórczego PWSSP – ASP 1946-2006, Muzeum Narodowe we Wrocławiu
- 2011 – Po stece, Galeria Kościelak, Wrocław[42][43]
- 16.12.2011–6.2.2012 – WroConcret. Wrocławski tekst wizualny 1967+, Muzeum Współczesne Wrocław[44][45]
- 19.06-13.09.2015 – Dzikie pola. Historia awangardowego Wrocławia, Zachęta – Narodowa Galeria Sztuki, Warszawa
- 27.10.2017-26.03.2018 – Wrocław konkretny. Dzieła z kolekcji Dolnośląskiego Towarzystwa Zachęty Sztuk Pięknych, Muzeum Współczesne Wrocław

## Prace w kolekcjach
- Dolnośląskie Towarzystwo Zachęty Sztuk Pięknych – Zachęta Wrocław[46]
- Muzeum Ziemi Chełmskiej[47]
- Muzeum Narodowe we Wrocławiu
- Muzeum Narodowe w Warszawie
- Muzeum Narodowe w Poznaniu
- Muzeum Sztuki w Łodzi
- Muzeum Architektury we Wrocławiu
- Muzeum Ziemi Lubuskiej w Zielonej Górze
- MOCAK Muzeum Sztuki Współczesnej w Krakowie[48]
- The Power Gallery, Sydney, Australia
- Centro de Arte y Comunicación, Buenos Aires
- Centro de Arte Contemporanea, São Paulo, Brazylia
- Das Institut für Moderne Kunst, Norimberga, Niemcy
- Arturo Schwarz Galleria del Arte, Mediolan, Włochy
- Museum Modern Art Hünfeld
- Konstmuseet, Ystad, Szwecja
- Middlesbrough Art Gallery, Middlesbrough, Wielka Brytania
- Kolekcja Fundacji Rodziny Staraków[49]
- kolekcje prywatne w Polsce, Kanadzie, Czechach, USA, Wielkiej Brytanii, Holandii, Francji i w Niemczech[2][40]

## Nagrody i odznaczenia
W 1980 została odznaczona Złotym Krzyżem Zasługi, a w 1990 r. Krzyżem Kawalerskim Orderu Odrodzenia Polski. Była laureatką wielu nagród za malarstwo i rysunek, w tym nagród rektorskich. Odznaczona medalem Zasłużona dla Wydziału Architektury Politechniki Wrocławskiej.